# Rob’n’Raz featuring Leila K
A Rob’n’Raz featuring Leila K a svéd producerpáros és Leila K énekesnő első közös debütáló albuma, mely 1990-ben jelent meg. Az első sláger a Got To Get az Európában több slágerlistára is felkerült, illetve 49. helyig jutott az amerikai Billboard Hot 100-as listán. Az albumról három kislemezt jelentettek meg.
A CD változaton 2 bónuszdal mixe is helyet kapott.

## Megjelenések
LP Svédország  Telegram Records TLP-6 

LP Németország  Arista 260 672
1. "Acozawea" – 2:34
2. "Got to Get" – 3:20
3. "On Tour" – 3:28
4. "Just Tell Me"	- 3:50
5. "Human Drummer" – 0:51
6. "It Feels So Right" – 4:03
7. "From Scratch" – 0:58
8. "Rok the Nation" – 5:00
9. "Do Something Nice" – 3:41
10. "Love 4 Love" – 3:53
11. "Fonky Beats for Your Mind" – 0:38
12. "Dance the Fonk" – 4:16
13. "Mind Expander" – 3:16
14. "Rok the Nation" (Funk-E Drummer Mix) – 6:19
15. "Got to Get (Stones Nordik Swing Theory) – 4:41

A 14 és 15 számú dalok a Német LP változaton találhatóak.
CD Japán  BVCA-8
1. "Acozawea" – 2:34
2. "Got to Get" – 3:20
3. "On Tour" – 3:28
4. "Just Tell Me"	- 3:50
5. "Human Drummer" – 0:51
6. "It Feels So Right" – 4:03
7. "From Scratch" – 0:58
8. "Rok the Nation" – 5:00
9. "Do Something Nice" – 3:41
10. "Love 4 Love" – 3:53
11. "Fonky Beats for Your Mind" – 0:38
12. "Dance the Fonk" – 4:16
13. "Mind Expander" – 3:16
14. "Rok The Nation" (Funk-E Drummer Mix) – 6:19
15. "Got to Get (Stones Nordik Swing Theory) – 4:41

## Közreműködő előadók
- Producer – Rob’n’Raz*
- Grafika – Re-Flex!
- Háttérénekes – Lizzie Zackrisson
- Fúvós hangszerek – Johnny Warta, Jon Rekdal
- Gitár – Kent Kroon
- Borító fényképek [B/w] – Eddie Monsoon
- Fényképezte [Color] – Ewa-Marie Rundquist
- Vokál [Featuring] – Leila K
- Írták – Seisay, Leila K, MC II Fresh, Rob'n'Raz